# اچ‌ام‌سی‌اس تریلیوم (کی۱۷۲)
اچ‌ام‌سی‌اس تریلیوم (کی۱۷۲) (به انگلیسی: HMCS Trillium (K172)) یک کشتی است که طول آن ۲۰۵ فوت (۶۲٫۴۸ متر) می‌باشد. این کشتی در سال ۱۹۴۰ ساخته شد.